# Cen Shen
Cen Shen o Cen Can, 715–770, fue uno de los grandes poetas chinos de la dinastía Tang. Sus poemas fueron incluidos en la antología le los Trescientos Poemas Tang.

## Nombre
También se le llama Cen Jiazhou (岑嘉州).
Durante el reinado del emperador Suzong fue nombrado gobernador (長官) de la prefectura de Jia (Jiazhou en chino), lo que le valió el nombre de Cen Jiazhou.

## Vida
Nació en una familia de letrados en Nanyang (en la actual Henan), pero luego se mudó a Jiangling, Jizhou (en la actual Hubei). Su bisabuelo Cen Wenben, su tío abuelo Cen Changqian y su tío Cen Xi fueron cancilleres. Su padre, Cen Zhi, era gobernador (Cishi) de Jingzhou. Cuando Cen Shen tenía 10 años, su padre murió y la situación financiera de su familia empeoró. Después de eso, Cen aprendió con asiduidad, leyendo muchos escritos y libros de historia. Se mudó a Chang'an cuando tenía 20 años y obtuvo el jinshi en 744.
En 749, las ambiciones de Cen lo llevaron a un período de servicio militar que duraría unos diez años, donde se actuó como ayudante del general Gao Xianzhi y, más tarde, de Feng Changqing . Aproximadamente en 751, Cen conoció a Gao Shi y a Du Fu, y los tres se convirtieron en buenos amigos poetas. Otro amigo de Cen fue el gran poeta Tang Li Bai, quien compuso un poema titulado "Bring in the Wine", e incluyó un verso que mencionaba a su amigo Cen Shen. . . . "Al viejo maestro Cen ". . . ¡Trae el vino! ¡Deja que sus tazas nunca descansen! ¡Déjame cantarte una canción! ¡Dejad que sus oídos escuchen!"
Cen Shen vivió el período de 755 a 763 cuando los disturbios de An-Shi sacudieron el país, extendiendo la guerra civil, los desastres y todo tipo de disturbios en las partes del norte de China.
Durante este período, ocupó varias gobernaciones en los puestos avanzados de Asia Central del imperio Tang. Habiendo apoyado la causa leal, tuvo éxito en varios puestos provinciales (principalmente en Sichuan) desde la restauración hasta su retiro en 768.
Los primeros poemas de Cen fueron siempre poemas de paisajes, pero no los posteriores.
Cen sirvió en la zona de los territorios fronterizos del noroeste durante unos diez años, su experiencia en esta zona con su duro clima y el implacable combate de la época tuvo un profundo impacto en su poesía.

## Poemas
Siete de los poemas de Cen Can se incluyeron en la famosa antología Trescientos poemas Tang, que incluyen:
- Ascendiendo a la pagoda en el templo del favor bondadoso con Gao Shi y Xue Ju
- Canción del río de los caballos en la despedida del general Feng para la expedición occidental
- Canción de la torre de la rueda en despedida del general Feng para la expedición occidental
- Canción de la nieve blanca en la despedida del empleado de campo Wu a su regreso a casa
- Mensaje para censurar a Du Fu en su oficina en la corte izquierda
- Una audiencia temprana en el Palacio de la Luz armonizando el poema del secretario Jia Zhi
- Sobre el encuentro con un mensajero que va a la capital

Sus obras completas se encuentran en los rollos (secciones) 198 a 201 de los Poemas Tang recopilados.